# Patrick Howard-Dobson
Sir Patrick John Howard-Dobson, GCB (* 12. August 1921 in Leicester, Leicestershire, England; † 8. November 2009) war ein britischer Offizier und zuletzt General der British Army. Er war unter anderem von 1977 bis 1979 Generalquartiermeister (Quartermaster-General) sowie zuletzt von 1979 bis 1981 Vize-Chef des Verteidigungsstabes (Vice-Chief of the Defence Staff).

## Leben
Patrick John Howard-Dobson, Sohn des Geistlichen Howard Dobson, trat nach dem Besuch der King’s College School in Cambridge und des Framlingham College während des Zweiten Weltkrieges 1941 als Second Lieutenant in das Territorialregiment Yorkshire Hussars (Alexandra, Princess of Wales’s Own) ein. Später wechselte er zum Kavallerieregiment 7th Queen’s Own Hussars, mit dem er zeitweise am Burmafeldzug (Januar 1942 bis Juli 1945) teilnahm, sowie danach zur 7. Panzerbrigade (7th Armoured Brigade), mit der er während des Italienfeldzuges (10. Juli 1943 bis 2. Mai 1945) an der Schlacht um Monte Cassino (17. Januar bis 18. Mai 1944), der Schlacht um Ancona (16. Juni bis 18. Juli 1944) sowie schließlich an der Frühjahrsoffensive in Italien (9. April bis 2. Mai 1945) teilnahm. Nach Kriegsende wurde er in die reguläre Armee übernommen und fand in den folgenden zwanzig Jahren zahlreiche Verwendungen als Offizier und Stabsoffizier.
Als Brigadier war Howard-Dobson zwischen November 1965 und Dezember 1967 Kommandeur der 20. Panzerbrigade (Commanding, 20th Armoured Brigade) und bekleidete danach von 1969 bis 1975 das Amt des Colonel of the Regiment der Queen’s Own Hussars. Nach seiner Beförderung zum Major-General übernahm er im Januar 1972 von Major-General Allan Taylor den Posten als Kommandant des Staff College Camberley und hatte diesen bis zu seiner Ablösung durch Major-General Hugh Beach im April 1974 inne. Für seine Verdienste in dieser Zeit wurde er 1973 als Companion des Order of the Bath (CB) ausgezeichnet. Als Lieutenant-General wechselte er im Juni 1974 ins Verteidigungsministerium des Vereinigten Königreichs und war dort als Nachfolger von Lieutenant-General Sir John Sharp bis November 1976 Militärischer Sekretär (Military Secretary), woraufhin Lieutenant-General Sir Robert Ford ihn ablöste. Im Rahmen der Birthday Honours wurde er am 15. Juni 1974 zum Knight Commander des Order of the Bath (KCB) geschlagen, so dass er fortan das Prädikat „Sir“ führte.
Nach seiner Beförderung zum General übernahm Sir Patrick Howard-Dobson im Januar 1977 von General Sir William Jackson den Posten als Generalquartiermeister (Quartermaster-General) und bekleidete diesen bis zu seiner Ablösung durch General Sir Richard Worsley im März 1979. Zuletzt löste er im Mai 1979 General Sir Edwin Bramall als Vize-Chef des Verteidigungsstabes für Personal und Logistik (Vice-Chief of the Defence Staff (Personnel and Logistics)) ab. Dieses Amt bekleidete er bis zu seinem Eintritt in den Ruhestand im Juni 1981 und wurde danach von Air Chief Marshal David Evans abgelöst. Während dieser Verwendung wurde er im Rahmen der Birthday Honours am 16. Juni 1979 zum Knight Grand Cross des Order of the Bath erhoben.
Aus seiner 1946 geschlossenen Ehe mit der 2004 verstorbenen Barbara Mary Mills gingen zwei Söhne und eine Tochter hervor.